# Xu Yuhua
Xu Yuhua (en xinès simplificat: 许昱华, en xinès tradicional: 許昱華, en pinyin: Xǔ Yùhua); nascuda el 29 d'octubre de 1976 a Jinhua, Zhejiang) és una jugadora d'escacs xinesa, ex-Campiona del món (2006-2008). Fou la tercera campiona mundial d'escacs xinesa, després de les seves compatriotes Xie Jun i Zhu Chen. És llicenciada en dret, i juga pel Club d'Escacs de Zhejiang a la lliga xinesa d'escacs (CCL). Té el títol de Gran Mestre absolut des de 2007.
Tot i que es troba inactiva des de gener de 2012, a la llista d'Elo de la FIDE de novembre de 2014, hi tenia un Elo de 2465 punts, cosa que en feia la jugadora número 43 de la Xina. El seu màxim Elo va ser de 2517 punts, a la llista d'abril de 2006 (posició 552 al rànquing mundial absolut).

## Resultats destacats en competició
El 25 de març de 2006 va guanyar el torneig pel Campionat mundial femení celebrat a Iekaterinburg, Rússia, per sistema eliminatori. Va vèncer a la final la MI russa Alissa Gal·liàmova, assolint 2 punts i mig en la tercera partida d'un matx previst a quatre. Al torneig hi participaren 64 jugadores, inclosa l'excampiona del món Zhu Chen i la campiona regnant, Antoaneta Stéfanova. Xu estava, en aquell moment, embarassada de tres mesos. En guanyar el campionat del món, va esdevenir la 22a xinesa en assolir el títol de Gran Mestre.
El 2009 va guanyar el 2n Grand Prix femení de la FIDE, celebrat entre el 27 de setembre i el 9 d'octubre a Nanquín.

## Èxits destacats
Els seus millors èxits són:
- Guanyadora del Torneig Zonal (1993, 2001)
- Guanyadora de la Copa del Món (2000, 2002)
- 3 cops campiona olímpica amb l'equip xinès, a les Olimpíades d'escacs de 2000, 2002, i 2004.
- Campiona del Món (2006-2008)

## Motes i referències
1. ↑  «Rànquing xinès». Arxivat de l'original el 2013-11-12. [Consulta: 20 abril 2010].
2. ↑  «Nota biogràfica de Xu Yuhua» (en anglès).   Chessgames.com. [Consulta: 8 setembre 2010].
3. ↑  People's Daily Online - Three Chinese chess players qualified for men's World Cup (anglès)
4. ↑  Informació sobre la lliga xinesa Arxivat 2011-10-28 a Wayback Machine. (xinès)
5. ↑  «"Rànquing d'escaquistes per federació: Xina"» (en anglès).   lloc web de la FIDE. Arxivat de l'original el 2008-04-21. [Consulta: 29 novembre 2014].
6. ↑  Posició al rànquing mundial i evolució Elo de Xu Yuhua «benoni.de» (en alemany). Arxivat de l'original el 2013-12-25. [Consulta: 8 setembre 2010].
7. ↑  «Campionat del món femení, Iekaterinburg (Rússia), 2006, classificació i partides» (en anglès).   365chess.com. [Consulta: 21 abril 2010].
8. ↑  «Ressenya sobre Xu Yuhua» (en anglès). 'Jos' Chess Page'.   Jos Heesen. [Consulta: 20 abril 2010].
9. ↑  North Urals Cup 2008 Arxivat 2008-08-24 a Wayback Machine. - Participants